# Prieuré de Bassins
Pour les articles homonymes, voir Prieuré Notre-Dame.
Le prieuré de Bassins, appelé plus couramment prieuré Notre-Dame de Bassins, est un prieuré situé sur la commune de Bassins, dans le canton de Vaud, en Suisse.
Il fut construit au XIIe siècle et fermé en 1536, lors de la réforme bernoise.

## Territoire
Le territoire du prieuré s'étendait, au nord, jusqu'au sommet du Jura, à l'ouest, limité par la chartreuse d'Oujon, au sud-est, par l'abbaye de Bonmont et au sud par le territoire de Begnins. Le prieuré comptait également 12 poses de vignes à Vich, ce qui est encore appelé le « Clos de Payerne ».

## Préambule
Construite au Xe siècle, une église est donné à l'abbaye de Cluny au XIe siècle par Humbert 1er, sire de Cossonay et de Prangins. Elle est placée sous la dépendance de l'abbaye de Payerne, le siècle suivant, en 1148.

## Historique du prieuré
Le premier prieur, du nom de Gérold, arrive en 1164 dans le prieuré Notre-Dame qui s'est développé au XIIe siècle autour de l'église évoquée plus haut, près du vieux bourg de Bassins.
En 1183, une bulle du pape Lucius III confirme la possession de l'église Notre-Dame et du prieuré à l'abbaye de Payerne.
Dès la fin du XIIIe siècle, le monastère est uni à celui de Payerne et la vie monacle du prieuré de Bassins disparaît dès le XIVe siècle.
Le prieuré fit partie de la bourgeoisie de Payerne, dès 1508, lorsque l'abbé et l'abbaye de Payerne accordèrent aux hommes de Bassins le droit d'être de ce ressort, à la condition que l'abbé ait la nomination du châtelain et des autres officiers de Bassins.
En 1529, le prieuré est donné en sous-amodiation, à Étienne Badel, pour la somme annuelle de 500 florins, par les amodiataires de l'abbaye de Payerne, à la condition qu'il supporte toutes les charges liées au prieuré. Il en restera le propriétaire jusqu'à la réforme bernoise en 1536.
Les biens ecclésiastiques du prieuré sont estimés par des commissaires bernois, en 1542, pour être vendus. La cure, taxée 800 florins et 1 florin de rente et les dîmes réservées, furent cédées à Michel Mestraulx de Begnins. Le prieuré estimé à 2106 florins et 2 florins de rente, les granges et la grange dîmière réservées, revinrent à Jaques Jordan.

## Prieurs, curés et propriétaires
Une douzaine de moines vivaient dans le prieuré, qui était le centre d'une exploitation agricole.
Les prieurs de Bassins perçoivent la dîme sur l'ensemble du prieuré. Ils suivent la règle de Saint-Benoît, tout en faisant partie de l'Ordre de Cluny. Les prieurs et les moines partagent les droits seigneuriaux avec les sires de Prangins. Les droits judiciaires, économiques et militaires revenaient au châtelain, qui était nommé jusqu'au XVIe siècle par le prieur de Payerne.

### Responsables du prieuré
- Vers 1164 : Gérold (prieur)
- Vers 1412 : Guy Paviot (curé)
- 1529 à 1536 : Étienne Badel (responsable)
- Vers 1542, le prieuré est vendu : Michel Mestraulx (cure, dîmes), Jacques Jordan (prieuré, grange dîmière, granges, terroir viticole)

## Architecture

### Église Notre-Dame
L'église Notre-Dame, dont le cœur et le reste de fondations ont été construites au Xe siècle, est d'un style romano-gothique. Les fondations retrouvés dans le cimetière entourant l'église, démontrent les vestiges d'une ancienne grande église priorale, probablement l'église principale du prieuré,.

Vue de l'église priorale en 1901.

Elle est classée en tant que monument historique depuis le 25 novembre 1902 et bien culturel d'importance régionale depuis le 23 mars 1988.

### Chapelle Notre-Dame

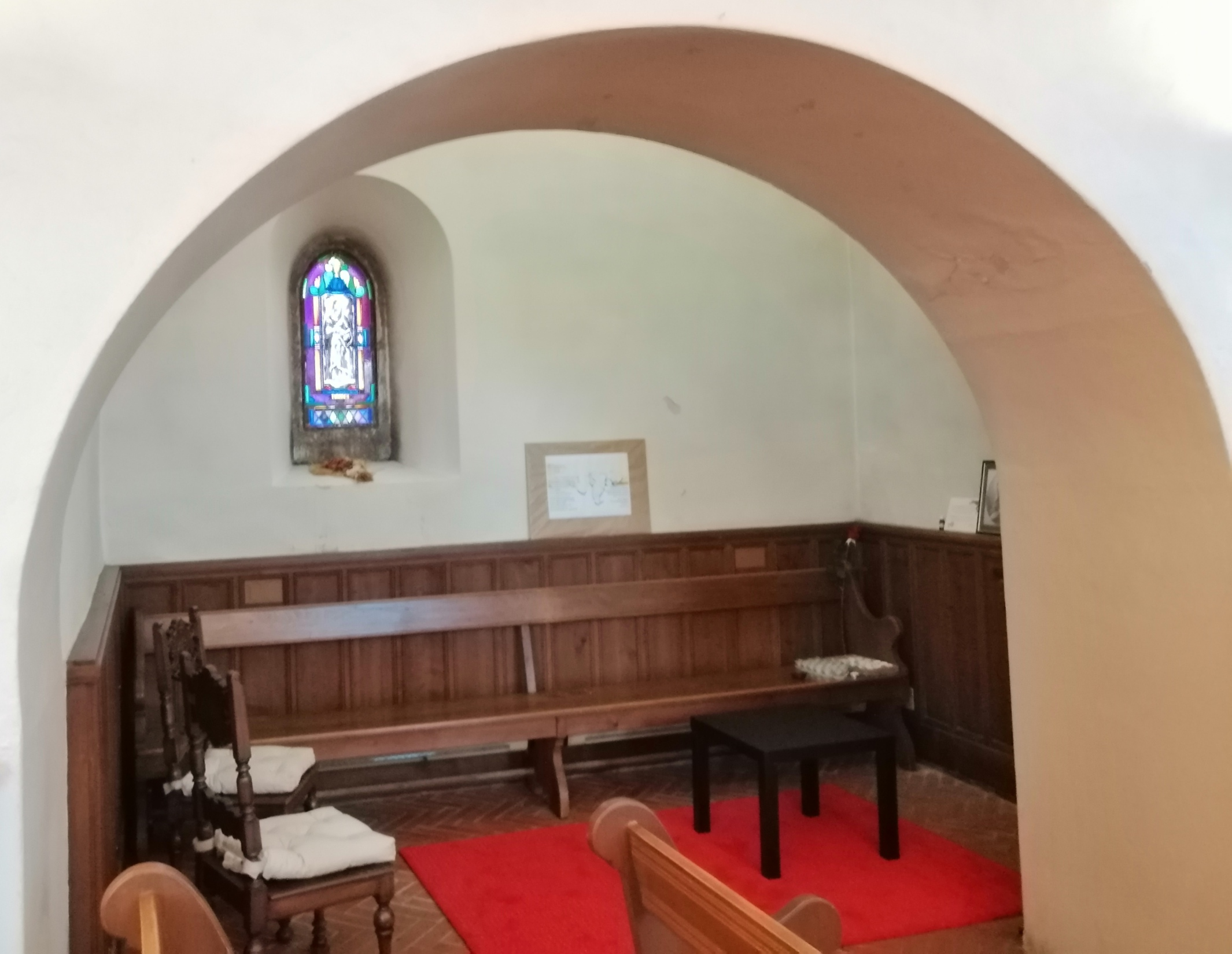
La chapelle Notre-Dame.

La chapelle Notre-Dame, dédiée à la vierge Marie, se trouve à l'intérieur, sur le flanc sud-est de l'église. Elle est fondée en 1406, par Girard de Penezat et fut dotée de dons en argent, de terres et de vignes par ce dernier.
En 1934, lors de la restauration de l'église, on découvre, dans le sol de la chapelle, un caveau funéraire contenant 7 squelettes.

### Chapelle du Saint-Esprit

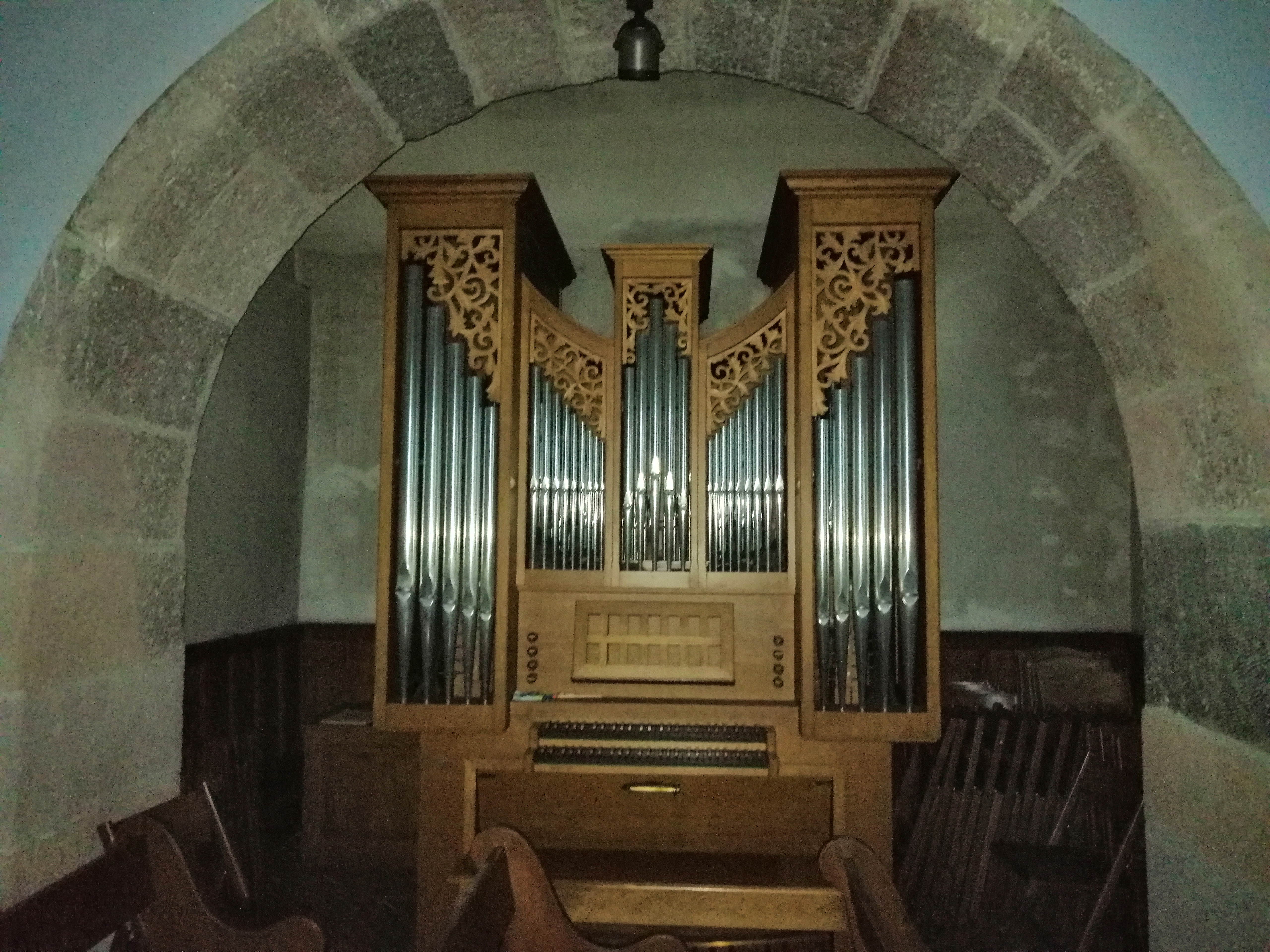
La chapelle du Saint-Esprit.

La grande chapelle, dédiée au Saint-Esprit, se trouve à l'intérieur, sur le flanc nord-est de l'église. Elle est fondée au XVe siècle, par la Confrérie du Saint-Esprit, murée lors de la conquête bernoise et rouverte, lors de la restauration de 1934.

### Cure
La cure, construite au Moyen Âge central puis disparu après la réforme bernoise, était l'habitation du curé de Bassins.

### Dîme
La grange dîmière, construite au Moyen Âge central, servait à entreposer le revenu des dîmes collecté grâce à l'activité agricole du monastère.

### Granges
Les granges, construites au Moyen Âge, servaient à entreposer les récoltes de l'exploitation agricole.

### Cimetière

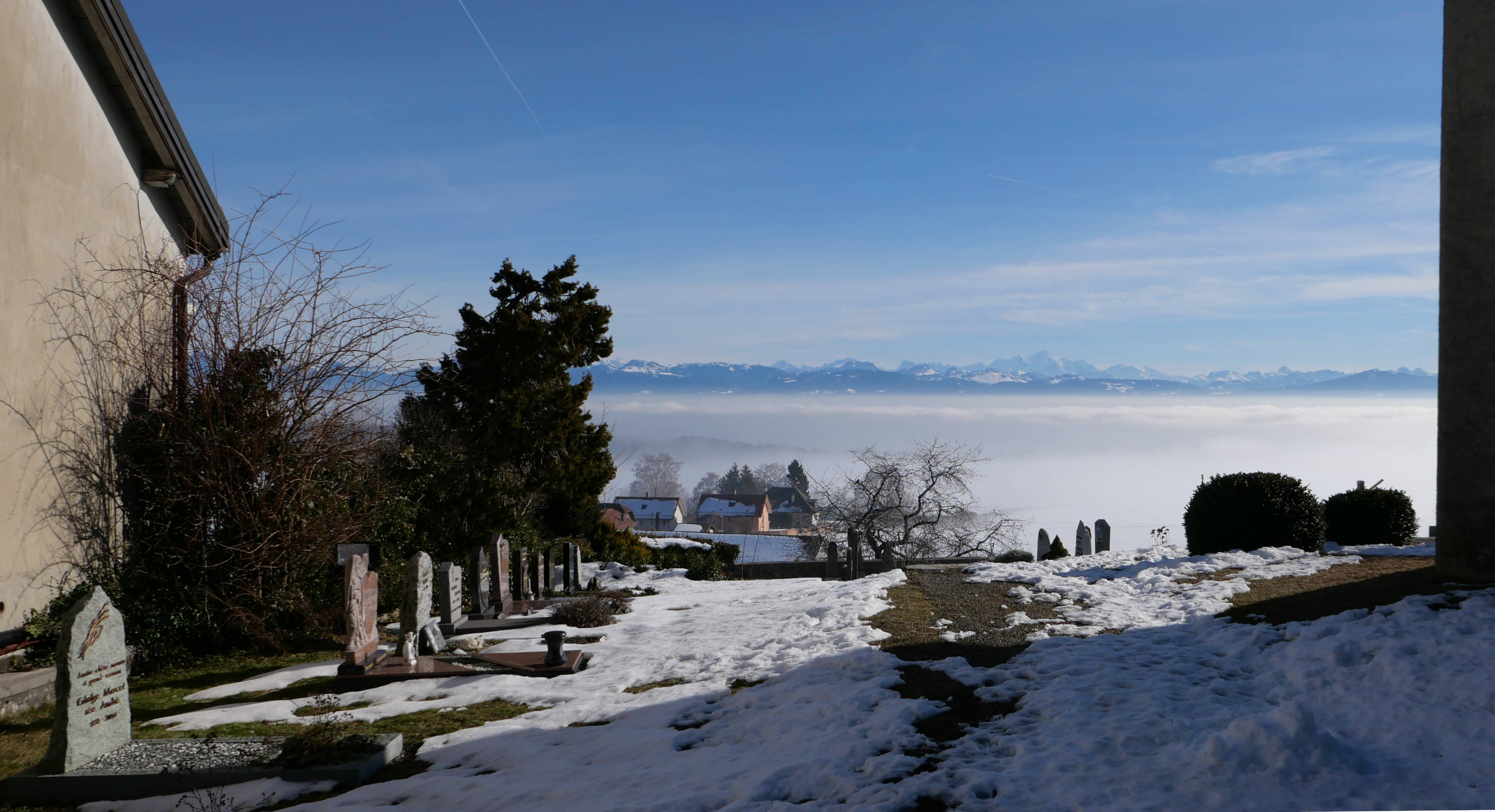
Le cimetière de Notre-Dame de Bassins.

Le cimetière, entourant l'église de Bassins, est construit avant le XVe siècle, car des tombes et caveaux sont retrouvés sous les deux chapelles de l'édifice.